# Crème pâtissière
Pour les articles homonymes, voir Crème.
Ne doit pas être confondu avec Crèmes pour pâtisserie.
La crème pâtissière est une préparation française sucrée, créée par François Massialot en 1691, servant de garniture à la pâtisserie, et entrant dans la composition de nombreuses recettes, telles que le chou à la crème, l'éclair, le salambo, la tarte aux fraises, le paris-brest, la tarte tropézienne ou le mille-feuille.

## Composition
Cette crème est composée de lait, d'œuf (parfois uniquement les jaunes), de sucre, de farine de blé ou de fécule et de beurre (parfois).  
Le tout est fouetté, chauffé et refroidi. Elle est originellement additionnée de vanille, mais le parfum peut varier : chocolat, café, citron, etc.

## Méthode d'obtention
Le lait est mis à chauffer pour permettre l'infusion de la gousse de vanille. Dans un bol, on blanchit les jaunes d'œufs avec le sucre. On incorpore ensuite la farine et, éventuellement, la fécule et/ou le sel. Puis, on dilue la préparation avec du lait en deux fois tout en remuant jusqu'à obtention d'un mélange homogène. Le tout est mis à chauffer pour atteindre la température de 85 °C en remuant avec une spatule de bois ou un fouet et en raclant en permanence le fond du récipient pour éviter que la crème attache.
La particularité étant que lors de cette cuisson douce, arrivé à 85 degrés Celsius, les œufs coagulent, ainsi l'appareil épaissit et forme une crème. Cette préparation est, à ce stade, pasteurisée, ce qui permet une conservation plus longue que la crème anglaise ou les œufs à la neige, recettes qui exigent des œufs du jour. Pour éviter un ensemencement bactériologique de la crème obtenue, on la verse encore brûlante dans un récipient parfaitement propre et se fermant hermétiquement ; celui-ci est alors placé immédiatement en réfrigération.

### Variante
On fend une gousse de vanille et on extrait les graines. Le lait est mis à chauffer et la gousse est mise à infuser avec les graines hors du feu. Dans un bol, on blanchit les jaunes d'œufs avec le sucre. On incorpore ensuite la farine ou la fécule de maïs. Puis, on dilue la préparation avec du lait en deux fois tout en remuant jusqu'à obtention d'un mélange homogène. Le tout est mis à chauffer jusqu'à ébullition en remuant sans cesse avec un fouet et en raclant en permanence le fond du récipient pour éviter que la préparation accroche. Hors du feu, on continue à remuer doucement puis on étale une fine couche de beurre fondu ou on pose un film alimentaire à même la préparation afin d'éviter qu'une peau ne se forme en surface. Après refroidissement, on place au réfrigérateur.

### Variantemodernist
Une méthode moderne consiste à préparer une base crème, lait, sucre, vanille, et de « cuire » durant environ 30 minutes les jaunes d'œuf sous vide à 80°C puis mixer ces derniers à la base avec un peu de beurre.

## Dans le commerce
Le fait notable est d'ordre nutritif, dû aux impératifs liés au commerce (rentabilité, préparation considérée comme banale et obligatoirement accessible par les acheteurs, etc.), la majorité des préparations employant l'appellation « crème pâtissière » ou commercialisées sans information, ne reprennent pas la recette originelle, certaines ne contenant même ni lait, ni œuf, mais de l'eau, des arômes, des texturants et des gélifiants. 
Voici une liste d'ingrédients composant les crèmes pâtissières et les simili-crèmes pâtissières commercialisées par les artisans-pâtissiers et l'industrie agroalimentaire :
- Lait et dérivés laitiers
- Eau
- Farines de céréales diverses (notamment de maïs)
- Sucres
  - Glucose
  - Saccharose
- Matières grasses diverses
- Ovoproduits
- Arômes artificiels
- Additifs
  - Gélifiants, (carraghénane)
  - Épaississant (amidon, gomme de caroube, etc.)
  - Colorant alimentaire
- etc.

Les additifs sont réglementés selon le dispositif (CE) n° 1333/2008 et ceux qui sont autorisés sont disponibles dans la loi UE n°1129/2011. Ils ne sont pas obligatoires mais présentent l'avantage de faciliter la mise en œuvre, de garantir un stockage plus long. Grâce aux additifs type gélifiant et épaississant (hydrocolloïdes), les crèmes pâtissières peuvent être préparées à froid ce qui garantit une stabilité d'un point de vue microbiologique.

## Utilisation
La crème pâtissière entre dans la préparation de divers desserts, tels :
- l'ambassadeur
- le chinois
- les choux à la crème
- le croquembouche
- le diplomate
- le divorcé
- l'éclair
- le gâteau basque
- le mille-feuille
- l'oranais
- le paris-brest
- la religieuse
- le saint-honoré
- le salambo
- la tarte tropézienne (en mélange avec de la crème au beurre)

## Principaux dérivés de la crème pâtissière
- Crème pâtissière + meringue italienne = crème chiboust
- Crème pâtissière + crème chantilly = crème princesse
- Crème pâtissière + crème chantilly + gélatine = crème diplomate
- Crème pâtissière + crème d'amandes = crème frangipane
- Crème pâtissière + crème au beurre = crème mousseline